# خوسيه فيلالوبوس
خوسيه فيلالوبوس (بالإسبانية: José Villalobos)‏ هو مدرب كرة قدم ولاعب كرة قدم كوستاريكي في مركز الدفاع، ولد في 5 يونيو 1981 في سان خوسيه في كوستاريكا. شارك مع منتخب كوستاريكا تحت 23 سنة لكرة القدم. أما مع النوادي، فقد لعب مع نادي كارتاهينيس.

## وصلات خارجية
- خوسيه فيلالوبوس على موقع الاتحاد الدولي (مؤرشف)  (الإنجليزية)
- خوسيه فيلالوبوس على موقع قاعدة بيانات كرة القدم.إي يو (الإنجليزية)
- خوسيه فيلالوبوس على موقع Soccerway.com (الإنجليزية)
- خوسيه فيلالوبوس على موقع أوليمبيديا (الإنجليزية)